# Prüfung

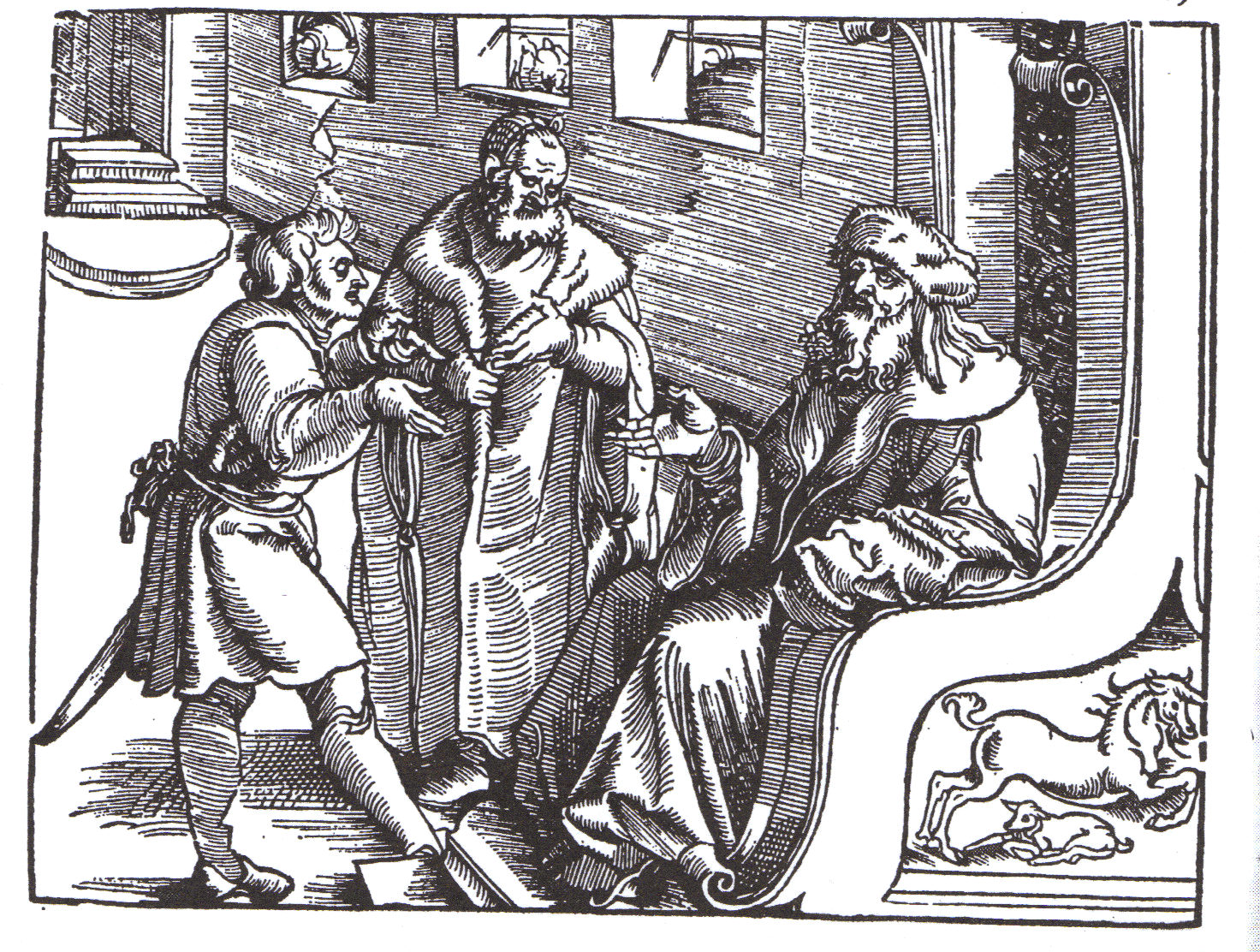
Hans Baldung: Examen im Katechismus, 1516.

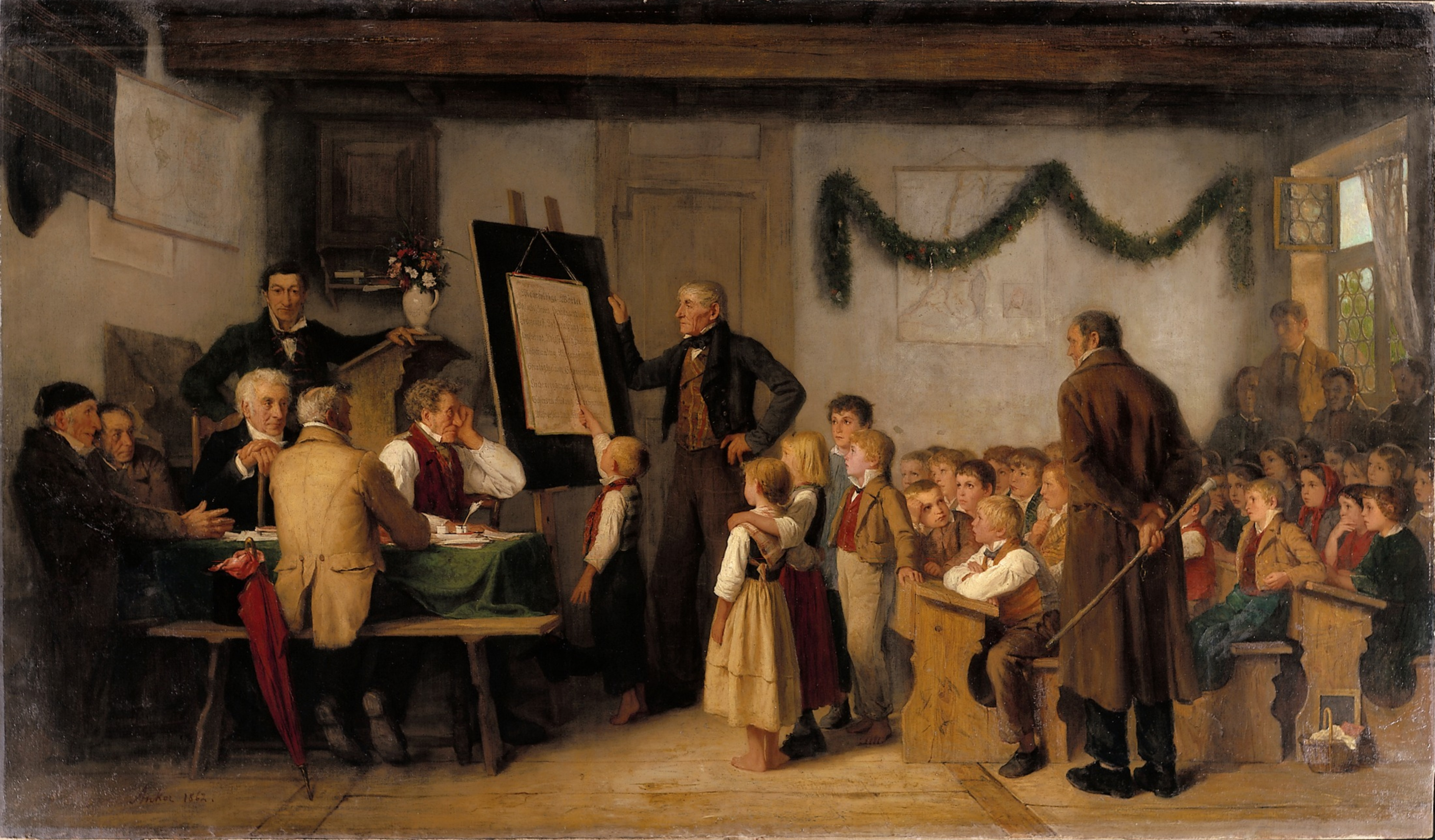
Albert Anker: Das Schulexamen (Öl auf Leinwand, 1862, Kunstmuseum Bern)

Eine Prüfung ist ein Verfahren, bei dem Kenntnisse oder Fertigkeiten, allgemein eine Leistung, durch bestimmte Aufgabenstellungen oder Fragen festgestellt werden. Im übertragenen Sinne bedeutet Prüfung auch „schweres Leid“. Der Duden verzeichnet die übertragenen Bedeutungen „schicksalhafte Belastung“ und im Sport „Wettbewerb, der bestimmte hohe Anforderungen stellt“.

## Etymologie
Das Verb prüfen leitet sich ab von mittelhochdeutsch prüeven, brüeven „wahrnehmen, erwägen, beweisen, berechnen, bewirken“ (12. Jahrhundert). Aufgrund der Diphthongierung (mittelhochdeutsch prüeven, Prät. pruovte) ist trotz der späten Bezeugung eine frühe Entlehnung aus vulgärlateinisch *prōvāre anzunehmen; vgl. altfranzösisch prover „beweisen, erproben“, französisch prouver „beweisen“. Voraus liegt lateinisch probāre „prüfen, untersuchen, für geeignet erachten“ (zu lateinisch probus „gut, tüchtig“). Prüfung geht zurück auf mittelhochdeutsch prüevunge „Erprobung, Beweisführung, Bewährung, Ausrüstung“. Verwandt sind englisch prove und proof.

## BegriffePrüfungundExamen

### Prüfung

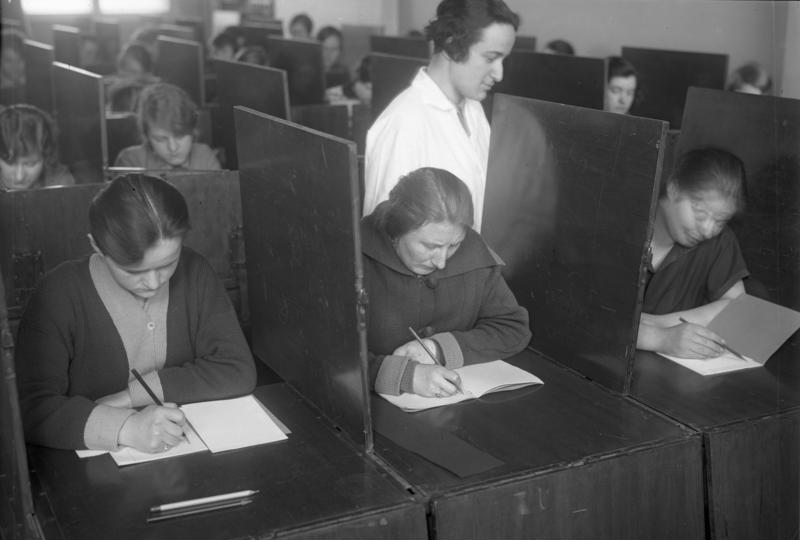
Eignungsprüfung von schulentlassenen Mädchen für den Beruf einer Stenotypistin 1931

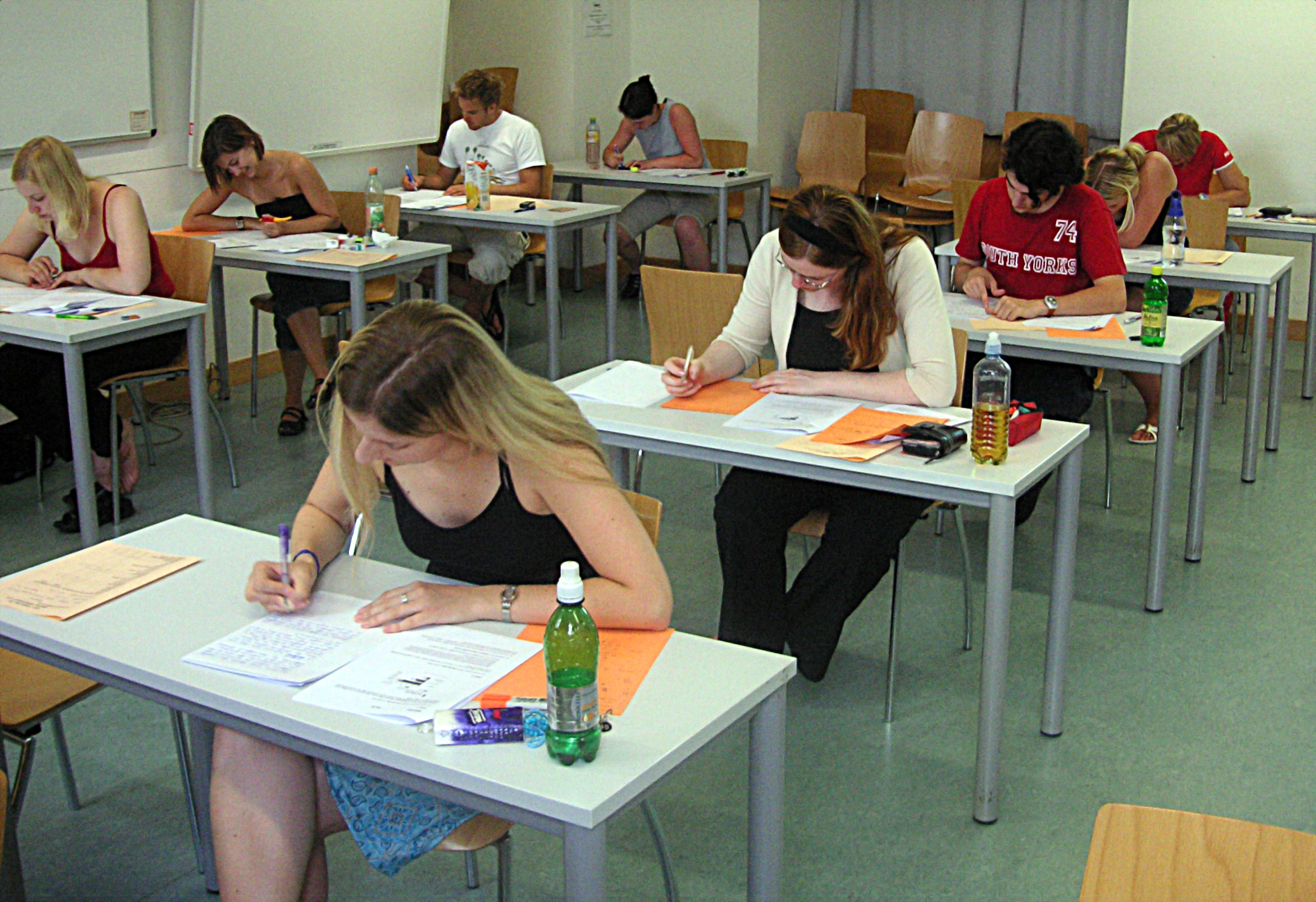
Hochschulprüfung an der Universität Wien (2005)

Prüfungen sind arrangierte Situationen, in denen bestimmte Leistungsvollzüge provoziert werden, um diesen zugrundeliegende Fähigkeiten, Wissen, Können und Dispositionen durch Messung oder, wo diese nicht möglich ist, durch Bewertung möglichst objektiv festzustellen und in einem Prüfungszeugnis zu bescheinigen. Vom Ergebnis dieser Leistungsfeststellung wird ein Aussagewert über spätere (mögliche) Leistungen erwartet. Häufig ist die Vergabe von Berechtigungen und Aufstiegsmöglichkeiten an sie geknüpft. Prüfungen sollen aber auch informierend und aufklärend auf Lehrende und Lernende zurückwirken.
Unterschieden werden Aufnahme-, Zugangs-, Eignungs- und Abschlussprüfungen (als Zwischenprüfung auch bei Erreichen von Zwischenzielen), z. B. Gehilfen-, Gesellen-, Meister-, Diplom-, Doktorprüfungen etc. Die Problematik der Prüfungen liegt in ihrem punktuellen Charakter (Augenblicksleistung), in der grundsätzlichen Fragwürdigkeit ihres Vorhersagewertes, in subjektiver und/oder nicht-standardisierter Bewertung der Prüfungsleistung und in den mit Prüfungen häufig verbundenen psychischen Stresssituationen. Um diese Probleme zu überwinden, werden für schriftliche Examensarbeiten motivierendes Betreuerverhalten und standardisierte analytische Bewertungsschemata vorgeschlagen. Der Stressreduzierung dienen auch gleitende Prüfungen, die Leistungen mehr im Längsschnitt erfassen.

### Examen
Examen, Mehrzahl Examina, ist ein lateinisches Fremdwort: examen „Prüfung“, zusammengezogen aus exagimen, eigentlich „das Hinausgeführte, Hinausgetriebene, das Zünglein an der Waage“. Ableitungen sind Examinand (Prüfling) und Examinator (Prüfer).
Es handelt sich meistens um eine schriftliche und mündliche Prüfung zum Nachweis eines bestimmten Kenntnis- und Wissensstandes. Bei Hochschulexamina bestehen die schriftlichen Prüfungen in der Regel aus fachbezogenen Klausuren und einer Examensarbeit (z. B. Diplom-, Magister-, Bachelor oder Masterarbeit). Voraussetzung zum Ablegen eines Examens ist die Absolvierung eines vorgeschriebenen Studienganges. Schriftliche Abschlussarbeiten eines ordentlichen Studiums werden regelmäßig von einem Hochschullehrer vergeben, betreut und bewertet.
Wenn das Examen nicht durch eine Hochschule abgelegt wird, sondern von staatlicher Stelle aus vergeben wird, spricht man in Deutschland von einem Staatsexamen. Dieses kommt in den Fächern Rechtswissenschaft und Verwaltungswissenschaft, Lehramt, Medizin und Pharmazie zur Anwendung. Neben dem Staatsexamen gibt es unter anderem das theologische Examen als Abschlussprüfung des Theologiestudiums sowie das Konzertexamen als Abschlussprüfung eines Aufbaustudiengangs an einer Musikhochschule.

## Prüfungsformen
Man kann Prüfungsformen nach Thomas Tinnefeld in drei funktionale Typen aufteilen:
- diagnostische Prüfungen
- prognostische Prüfungen
- Selektionsprüfungen

Die diagnostischen Prüfungen setzen sich zum Ziel, anhand einer Stichprobe aus dem Wissensinventar des Prüflings eine Aussage über dessen aktuelle Kompetenz auf dem geprüften Sachgebiet abzuleiten und diese zu zertifizieren. Typische diagnostische Prüfungen sind Zwischenprüfungen und Abschlussprüfungen.
Die prognostischen Prüfungen hingegen leiten aus der erhobenen Stichprobe eine Aussage über den noch zu erwartenden Erfolg bei der weiteren Ausbildung des Prüflings ab. Die Prüfungsaufgaben müssen deshalb geeigneterweise auch so formuliert sein, dass sie Aussagen über eine Entwicklungsprognose zulassen. Prognostische Prüfungen sind somit typische Aufnahme- und Übergangsbeurteilungen.
Selektionsprüfungen hingegen testen negativ das fehlende Wissen eines Prüflings und ignorieren dabei dessen möglicherweise bestehende spezifische Kompetenz. Sie geben keinerlei Kompetenzbeschreibung, sondern suchen gezielt nach Kandidaten zur Auslese. Sie sind eigentlich keine Prüfungen im Sinne des Begriffs, sondern bloße Auswahlinstrumente. Selektionsprüfungen sind somit ein Mittel zur Kandidatenauswahl bei Ressourcenknappheit. Auch ein Bildungsquiz ist ein typisches Beispiel für eine Selektionsprüfung.
Neben konventionellen papierbasierten Prüfungsformen gelangen im Schulunterricht, an Hochschulen (zum Beispiel in Massenstudiengängen) oder bei Zertifizierungsprüfungen in der beruflichen Weiterbildung zunehmend elektronische Prüfungen zum Einsatz. Elektronische Prüfungstools lassen verschiedene Nutzungsformen zwischen Zugangs- und Einstufungstests, dem Self-Assessment von Lernenden sowie regulären Lernerfolgskontrollen zu. Im Bereich mündlicher Prüfungsformen existiert als digitale Variante die weniger stark verbreitete Videoprüfung sowie an Hochschulen in modularisierten Studiengängen das Referat.

## Prüfungsmethoden
- Praktische Prüfungen
- Mündliche Prüfungen
- Schriftliche Prüfungen
  - Wahlantwortverfahren

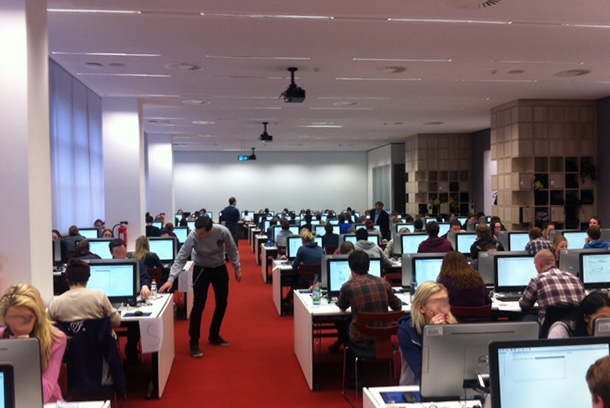
Computergestützte Semesterabschlussprüfung an der Freien Universität Berlin (2013)

  - Schriftlich strukturierte Prüfungen
- Computergestützte Prüfungen

## Einsatzgebiete von Prüfungen als Leistungsnachweis etc.
- Prüfung von Personen zur Feststellung von Kenntnissen, Leistungen, Fähigkeiten:
  - An Hochschulen: Klausuren, Zwischenprüfungen, Staatsexamen, in der Regel rechtlich durch eine Prüfungsordnung geregelt
  - An Schulen: schriftliche Klassenarbeiten, mündliche Leistungen, Gruppenarbeiten, Abitur/Matura (siehe auch Leistungsbeurteilung an Schulen)
  - Im Berufsleben: Gesellenprüfung, Meisterprüfung
- Prüfung von Dingen zur Feststellung normgerechter bzw. vorgegebener Eigenschaften: Materialprüfung, Kalttest
- Prüfungen von Prozessen und Abläufen (siehe auch Audit) zur Feststellung ihrer Effizienz und Effektivität oder ihrer Übereinstimmung mit einem Regelwerk (zum Beispiel bei der Zertifizierung)
- In der Literaturwissenschaft bedeutet Prüfung (auch Examination) im Speziellen die (zeilenweise) Prüfung und Auswahl verschiedener Lesarten
- Prüfung (im Sinne der Organisationslehre) ist eine nicht laufende Überwachung, die aber nicht periodisch, sondern situationsbedingt oder fallweise erfolgt.
- In der Finanzberichterstattung: Wirtschaftsprüfung

## Digitale Leistungsnachweise
Das von der Mozilla Foundation betriebene Projekt der Open Badges eröffnet Zertifikatsgebern die Möglichkeit der Herausgabe von digitalen Zertifikaten. Zertifikatsinhaber können solche Zertifikate über das Internet präsentieren.